# Fresh
Fresh — венгерская музыкальная поп-группа.
Коллектив был основан в ноябре 1996 года в Будапеште, участницы: Вираг, Ашмарет и Барбара. Следующий год в жизни Fresh оказался весьма бойким: в апреле был записан первый сингл под названием «Ilyen ma egy lány», в мае был выпущен первый альбом «Fresh láz», в июне Барбара покинула группу и её место заняла Юдит, в августе, отправляясь на концерт, автомобиль с девушками занесло в поворот. Вираг получила травму позвочника и пробыла 3 месяца в гипсе, поэтому работа группы на какое-то время была приостановлена, Ашмарет покинула коллектив. В ноябре в группу пришла новая девушка по прозвищу Вики. В феврале 1998 года записан первый сингл второго альбома, позже в мае вышел также и новый альбом под названием «Itt vagyunk!». В сентябре 1999 года был записан третий альбом «Boogie Nights», два месяца спустя Вираг ушла из коллектива. В декабре Юдит заявила о начале собственного проекта Jay Project.
В начале нового тысячелетия Fresh обновилась. В январе 2000 года Вики, Энди, Аги появились в коллективе. В марте вышел новый альбом «Add meg magad». В декабре 2001 года Fresh выступила в Париже в программе английского 5-го Канала. В мае 2002 года записан пятый альбом под названием «Ringass most el!».
В феврале 2003 года, с уходом Аги, Fresh стала дуэтом. В июле в Хорватии сняли клип на песню «Utolsó tangó». В марте 2004 года голосаванием мужского журнала FHM среди венгерок Вики заняла 1-е место, а Энди досталось 10-е, затем они отправились в студию и начали работать над альбомом «Félig ördög, félig angyal».

## Альбомы
- 1997 — Fresh láz (Hungaroton-Gong)
- 1998 — Itt vagyunk! (Sony Music)
- 1999 — Boogie Nights (Sony Music)
- 2000 — Add meg magad
- 2002 — Ringass most el!
- 2005 — Félig ördög, félig angyal (Voice)
- 2006 — Karaoke (Szerzői)